# Carl von Bülow (Landrat)
Johann Carl Wilhelm von Bülow (* 13. August 1778 in Berlin; † 1. Oktober 1851 in Köln) war ein preußischer Offizier und Landrat.

## Leben
Carl von Bülow entstammte dem Adelsgeschlecht Bülow und war ein Sohn des Dechants zu Halberstadt Carl Leopold Daniel von Bülow und dessen Ehefrau Luise Gottliebe Friederike, geborene von Lüderitz aus dem Hause Schönfeld. Der Vater hielt zeitweise auch Gutsanteile in Giesensdorf, Kreis Teltow, heute zu Berlin-Lichterfelde zugehörig. Johann Albrecht von Bülow-Lichterfelde ist sein Großvater. 
Bülow selbst wurde von 1784 bis 1790 zunächst privat unterrichtet und besuchte im Anschluss die Ritterakademie in Brandenburg an der Havel, wo er 1796 die Reifeprüfung ablegte. Danach begann er ein Studium in Halle in den Fachrichtungen Logik, Psychologie, Natur- und Römisches Recht, Geschichte und Physik, das er jedoch nicht abschloss. 
Am 31. März 1798 wurde er Fähnrich bei dem Kleistschen Infanterie-Regiment, im März 1801 Secondelieutenant im von Zastrowschen Infanterie-Regiment und im März 1806 Adjutant des Generals von Zastrow. Nach einer Kriegsgefangenschaft von Oktober 1806 bis April 1809 diente er wieder im Rang eines Secondelieutenant bei dem 1. Garde-Infanterie-Regiment. Im Mai 1809 erhielt er die Ernennung zum Premierlieutenant, 1810 wurde er Stabs-Capitain und 1811 wirklicher Capitain. Nach der Ernennung zum Major im Juni 1813 wurde er Kommandeur des 1. Reserve-Bataillons des Leib-Infanterie-Regiments und von 1813 bis 1815 war er Teilnehmer an Feldzügen. 1815 wurde er noch Bataillonskommandeur des 12. Infanterie-Regiments in Berlin, bevor er am 1. September 1815 den Abschied (mit Patent) aus Gesundheitsgründen (als Major a. D.) mit Zusicherung der Versorgung im Zivildienst nahm. 
Am 22. April 1816 wurde er kommissarisch zum ersten Landrat des Kreises Jülich ernannt, dem im Juni 1816 der Amtsantritt und am 16. Januar 1817 die definitive Bestätigung mittels Allerhöchster Kabinettsorder (AKO) folgte. Nach 32 Jahren Tätigkeit als Landrat wurde er im April 1848 in den Ruhestand verabschiedet.

## Familie
Carl von Bülow heiratete am 3. Juni 1805 in Łódź (Posen ?) die katholische Josefine Katharina Apollonia Praxida Kempki (* ca. 1778 in Posen ?; † 22. November 1835 in Jülich), Tochter von Anton Kempki aus Posen.